# Canelón Chico
Canelón Chico és un paratge del sud del departament de Canelones (Uruguai), ubicat al nord-est de Progreso, pròxim a l'encreuament de les rutes 32 i 67, en una de les àrees agrícoles més intensives del país.